# Debenham
Debenham is een civil parish in het bestuurlijke gebied Mid Suffolk, in het Engelse graafschap Suffolk met 2210 inwoners.

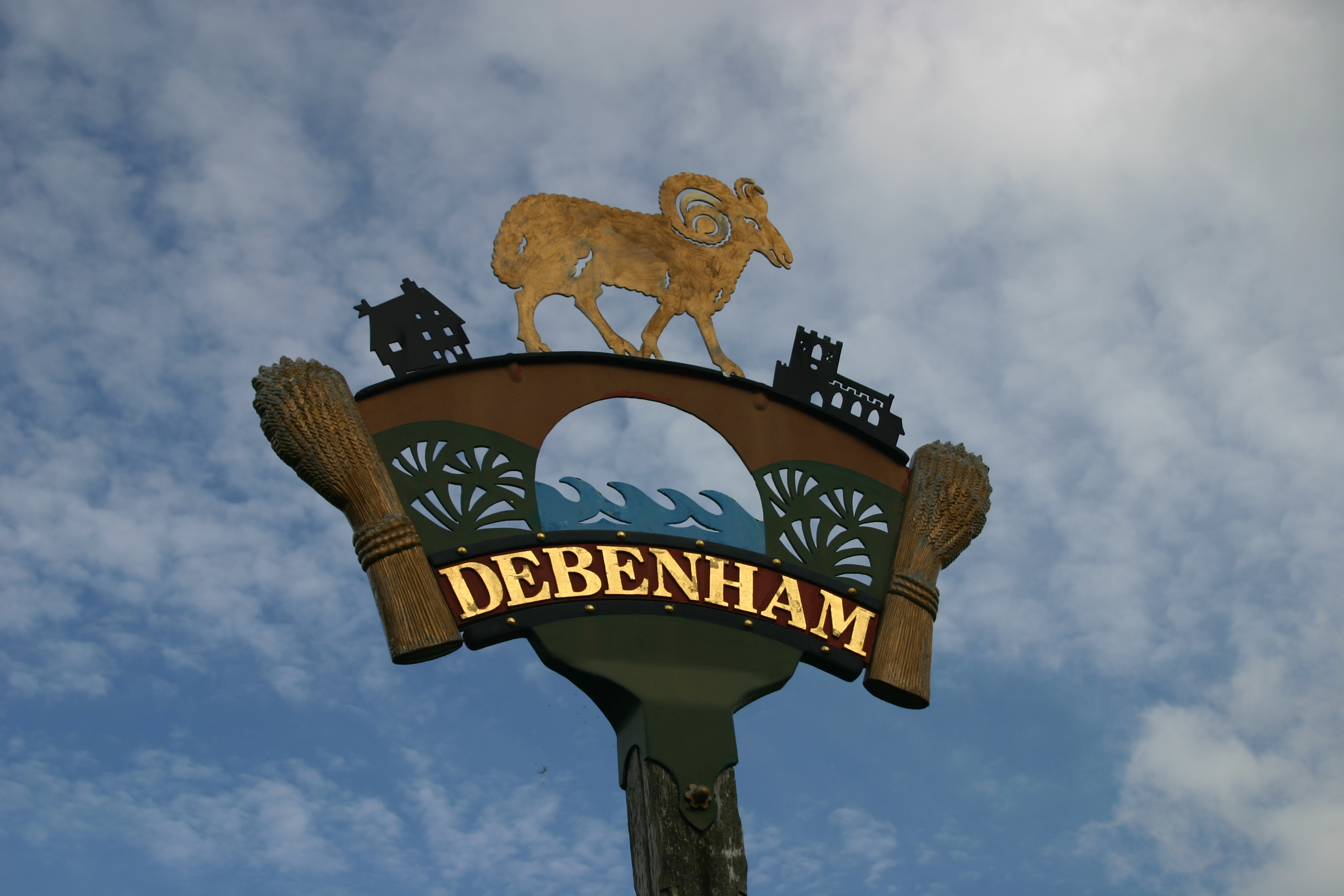
Debenham